# Enric d'Aoust i Jaquetti
Enric d'Aoust i Jaquetti (Verviers, 1906 - Mèxic, 1982) fou un filòleg i pintor català d'origen belga, exiliat a Mèxic després de la Guerra Civil. També és conegut sota el nom d'Enrique o Henri Daoust.
Henri Daoust estudiar Belles Arts a Verviers i Lieja. Molt jove, va viatjar per Europa per donar a conèixer el seu art. Doctor en Filosofia i Lletres, va obtenir la càtedra de literatura francesa a la Universitat de Barcelona i ensenya alemany a l'Escola Normal de la Generalitat. Va participar en la redacció del Cançoner Popular de Catalunya, un treball important documentar la ment popular del poble català, recollint materials amb la seva dona Palmira Jaquetti i Isant a Torroella de Montgrí en 1927 i el Pallars en 1928. Empresonat pel general Francisco Franco després de la Guerra Civil, es va exiliar el 1940 a Mèxic, on es va dedicar més a la pintura.
Com a filòleg, és conegut per les seves nombroses aparicions en Cançoner Popular de Catalunya costat d'intel·lectuals com Palmira Jaquetti. (Publicacions de l'Abadia de Montserrat, 1999 - 2004)
Com a pintor, està molt influenciat per Julio Romero de Torres i Diego Rivera. És conegut pels seus nombrosos retrats i conferències que reflecteixen el caràcter extraordinari de la societat mexicana.